# Lady Jazz
Lady Jazz es el segundo disco de la cantante Pierina Less, es el primer disco de la cantante íntegramente de jazz con versiones de temas conocidos. Fue grabado con toda la banda de músicos en directo siguiendo el estilo de las antiguas grabaciones de dicho género. Cabe resaltar que la cantante se muestra con un look inspirado en las “Lady Crooner” de los emotivos ambientes jazzisticos de los años 40’s con vestidos de gala, guantes largos, micrófono cromado y hasta boquilla larga para cigarro.

## Lista de canciones
1. Blue Moon
2. La Vie En Rose
3. What A Wonderful World
4. New York, New York
5. Only You
6. Love Me Like A Man
7. I Have No Idea
8. I Saw Her Standing There
9. Route 66
10. Cheek To Cheek
11. Bewitched ( Hechizada )
12. All Of Me
13. ( Somewhere ) Over The Rainbow